# 1420 Radcliffe
1420 Radcliffe eller 1931 RJ är en asteroid i huvudbältet, som upptäcktes 14 september 1931 av den tyske astronomen Karl Wilhelm Reinmuth i Heidelberg. Den har fått sitt namn efter Radcliffe College.
Asteroiden har en diameter på ungefär 20 kilometer.